# Angel Camacho Alimentación
Angel Camacho Alimentación ist ein spanischer Lebensmittelhersteller mit Sitz in Morón de la Frontera in der Provinz Sevilla.
Das Familienunternehmen führt seine Geschichte bis ins Jahr 1897 zurück. Heute ist die Unternehmensgruppe Angel Camacho einer der größten Produzenten von Tafeloliven weltweit und erzielte im Jahr 2015 einen Gruppenumsatz von 208,9 Millionen Euro, wovon auf das Hauptunternehmen Angel Camacho Alimentación 166,2 Millionen Euro (rund 80 %)
entfielen. Die Exportquote liegt bei 60 %.